# Lawe
De Lawe is een rivier in het stroomgebied van de Schelde in Hauts-de-France. Hij ontspringt in Rocourt en l'Eau in de gemeente La Comté, stroomt door Magnicourt-en-Comte, Bruay-la-Buissière, Béthune, Essars, Locon, La Couture, Vieille-Chapelle, Lestrem, en mondt uit in de Leie ter hoogte van La Gorgue.
De belangrijkste zijrivieren zijn de Brette, de Biette, de Blanche, de Ruisseau (beek) de Caucourt, de Fossé (gracht) d'Avesnes en de Loisne.